# Neopetrobia amaranthae
Neopetrobia amaranthae är en spindeldjursart som beskrevs av Meyer 1987. Neopetrobia amaranthae ingår i släktet Neopetrobia och familjen Tetranychidae. Inga underarter finns listade i Catalogue of Life.